# 斯克兰顿 (南卡罗来纳州)
斯克兰顿（英文：Scranton），是美国南卡罗来纳州下属的一座城市。城市类型是“Town”。其面积大约为3.36平方英里（8.7平方公里）。根据2010年美国人口普查，该市有人口932人，人口密度约为每平方 英里277.46人（约合每平方公里107.13人）。